# .fi
.fi és el domini de primer nivell territorial (ccTLD) de Finlàndia. De 1986 a 2019 era administrat per l'Autoritat Reguladora de Comunicacions Finesa (FICORA) que el 2019 va ser integrada en Traficom, la nova Agència finesa del Transport i Communicacions.
Al començament, FICORA establia una política molt estricta per obtenir el domini: només acceptava registres amb el nom oficial d'empreses o una una marca registrada, amb el resultat que moltes empreses fineses es registressin sota d'altres dominis. Una nova política molt més permissiva va ser introduïda l'1 de setembre de 2003.
Els registres a .fi poden contenir tots els caràcters finesos, com ara ä, å, i ö i d'altres, tot i que se'n desaconsella l'ús al domini principal. Empreses, organitzacions i persones privades, independentment del seu domicili, poden obtenir noms de domini fi.